# Kolhan
Kolhan fou un territori propietat de l'estat britànic al Districte_de_Singhbhum a Bihar amb una superfície de 5.063 km². El territori era format per un altiplà baix (entre 250 i 300 msnm). Era el país del grup hos dels kols. La població el 1872 era de 150.904 persones repartides en 883 pobles.
Les relacions dels britànics amb la zona es van iniciar el 1820 quan era refugi de fugitius de Chhota Nagpur; els hos feien incursions a territoris veïns molestant molt al rajà de Porahat (o Sanjai-Porahat) i als terratinents del nord de Singhbhum (els zamindars de Kharsawan i Karaikela). El govern britànic va fer un tractat amb el raja i el va ajudar (i també als rages de Saraikela i Kharsawan) contra els hos (1821), però no van aconseguir el propòsit final i el 1836 el govern britànic, seguint els consells del capità T. Wilkinson cap de l'Agència de la Frontera del Sud-oest (SWFA) des de 1833, va decidir agafar el territori sota el seu control directe. El coronel Richards va entrar al país amb una força important i va assegurar la submissió el 1837 dels ho, munda i manki (que dominaven a 620 poblets). Amb el territori i algunes parganes de majoria ho (o kol) que pertanyuien a senyors de Singhbhum (22) o de Mayurbhanj (4) es va formar el territori de Kolhan amb capital a Chaibasa. Els mankis van ser encarregats de la policía i recaptadors d'impostos dels pobles mundes i els mundes del pobles mankis. Ja no hi va haver incidents fins al 1857 quan els hos es van unir a la rebel·lió del raja de Porahat; la campanya per dominar la revolta del raja i els hos es va acabar el 1859.
El sistema hos d'unió federal de pobles cadascun sota un cap, estava en vigor a la zona. Es formaven grups d'entre 5 i 20 pobles (anomenats pirhi o pir) cadascun amb un munda o cap i el conjunt sota un manki o cap de grup. Al territori només es permetia habitar als hos excepte amb un permís especial. Chaibasa, capital del districte de Singhbhum, enclavat dins el Kolhan era considerat establiment separat.
Modernament el país del kols al Bihar s'ha anomenat Kolhanistan i ha reclamat la formació d'estat propi o la independència nacional. El 1952 milers d'adivasi (aborígens) de les tribus munda, ho i oraon, i altres grups de Bihar van demanar un estat sobirà i independent anomenat Kolhan. El 30 d'octubre de 1977 es van reunir en assemblea els líders dels ho, dels munda i dels manki (Kolhan-Porahat Munda-Manki Sangh). L'1 de novembre de 1977 els líders tribals Narayan Jonko, Christ Anand Topno i K.C. Hembrum van crear el Kolhan Raksha Sangh (també esmentat com a Kolhan Raksha Samiti), independentista, amb Jonko com a president i Hembrum com a secretari. El 30 de març de 1980 el partit va organitzar una manifestació masiva de tribals a Mangla Hat, a Chaibasa, per declarar l'estat de Kolhan; d'acord al partit, el districte mai fou part de l'Índia Britànica i, per tant, era un estat independent. El moviment van proclamar la independencia el 21 de setembre de 1981 i van declarar dia nacional el 2 de desembre de 1981, anniversari de la proclamació del govern de Wilkinson, base per assegurar que el territorio no fou part de l'Índia Britànica; també es va enviar una carta a la seu de la Commonwealth a Londres, signat per Narayan Jonko, titulat cap de govern de Kolhan. Jonko i Anand Topno van visitar Londres i Ginebra presentant el cas dels kolhan. Els govern indi va detenir als líders kolhan, l'octubre i noviembre de 1981. El partit va iniciar una campanya de terror contra els opositors dirigida pel polític i mestre d'escola de Chaibasa K. C. Hembrun, que va ratificar la proclamació de la independència de Kolhanistan, proclamació a la que es van unir gran nombre d'aventurers, però que no va ser efectiva; les accions van causar 8 morts al mercat de Tonto. Fou el partit Kolhan Raksha Sangh o Samiti el que va dissenyar una bandera nacional dels kol o kolhan i va proclamar la independencia, declarant el 21 de setembre (a patir de 1982) com a dia nacional del Kolhanistan.
Les tribus hos/kols de Bihar es van tornar a manifestar violentament en favor de la independència el març del 2000. El moviment per un Kolhanistan sobirà va reprendre novament el 2015 a Singhbhum, el districte tribal